# Голованівський район (1923—2020)
Голова́нівський райо́н — колишня адміністративно-територіальна одиниця у складі Кіровоградської області України. Площа району — 992 км². Населення — 29,9 тис. осіб. Районний центр — смт Голованівськ.
17 липня 2020 року було укрупнено внаслідок адміністративно-територіальної реформи. Про новий Голованівський район — читайте у статті Голованівський район.

## Історія
За адміністративно-територіальним поділом дорадянської доби містечко Голованівськ належало до Балтського повіту Подільської губернії і розташувалося на берегах річки Кайнари за 90 верст на північний схід від повітового міста Балти, на колишньому чумацькому тракті. Головним заняттям населення було хліборобство. Особливе значення мало вирощування пшениці і ячменю, частина урожаю яких з другої половини 19 століття відправлялася в Одесу та за кордон. Було розвинуте також виноградарство, бджільництво, буряківництво, тютюнництво.
Наприкінці XVIII століття Голованівськ отримав статус містечка і перетворився у волосний центр. В цей час, Голованівський ключ, до складу якого крім Голованівська входили ще кілька сіл, знаходився у власності родини Потоцьких. Від графа Станіслава Потоцького містечко перейшло у спадок до його сина Володимира. 1812 року, після смерті Володимира Потоцького, згідно з записами у шлюбному контракті, всі його маєтності отримала дружина Текля Геронимівна Потоцька (уроджена княгиня Сангушко) та їхні неповнолітні діти Станіслав і Володимир. З 1795 року Потоцькі віддавали Голованівський маєток на відкуп керуючим та в оренду. Восени 1838 року, Т. Г. Потоцька довірила управління Голованівським ключем шляхтичу Войцеху-Юліану Івановичу Лопушанському. З березня 1838 року до березня 1840 року старий Голованівський фільварок знаходився в оренді у шляхтича Галецького і давав прибуток 2500 крб. на рік. З березня 1840 року до березня 1843 року Кайнарівський (новий) фільварок перебував в оренді у поміщика Кудревича і приносив прибуток 2700 крб. на рік. У цей час населення Голованівська становило 1411 чоловік (689 чоловік та 722 жінки). Жителі мали: 112 бджолиних колодок, 11 коней, 213 волів, 259 корів та 458 овець.
У кінці 40-х років маєтком управляє Фома Антонов Свердчинський, а з січня 1850 року до 1853 року маєток орендували В.-Ю. І. Лопушанський та Соломія Пилипівна Дзержинська. 15 грудня 1850 року (всі дати подаються за старим стилем) Потоцькі підготували проект договору для переведення своїх селян-кріпаків з панщини на оброк. Цей договір набув чинності з 5 листопада 1854 року. За проектом договору передбачалось, що оскільки Голованівський ключ включав 8 населених пунктів, то якщо сини Т.Потоцької вирішать розділити між собою ці села, вони повинні зберегти недоторканою кількість землі кожного села, не вдаючись до будь-яких перемежувань. Якщо Потоцьким для будівництва млина, фабрики або заводу необхідно буде використати частину земельної ділянки котрогось із селян, то вони мають право отримати її після того, як виділять рівноцінну ділянку натомість. Якщо селянин зі своєю родиною забажає перейти на інше місце проживання, то земельний наділ він залишає сільський громаді, а особисте майно, може взяти з собою. При цьому, сільська громада повинна забезпечити регулярну сплату оброку за користування наділом переселенця. Якщо ж громада не може цього гарантувати, то поміщик сам вирішує, чи включити ділянку до складу своїх земель і дозволити переселення, чи заборонити. Виходячи з того, що в Голованівському маєтку недостатня кількість лісів, вони залишались власністю Потоцьких. Селянам лісовий матеріал виділявся за окрему плату або за відробітки. При неспроможності сплати селянином грошового оброку, можливими були відробітки, за цінами прийнятими сільською громадою і затвердженими повітовим керівництвом. Відробіткові ціни приймались терміном на 5 років, а розмір оброку визначався на 14 років. Розмір оброку для кожного окремого селянського господарства визначався громадою. Одночасно зі звільненням від панщини, селяни звільнялись і від натуральних повинностей на користь поміщиків, але повинні були утримувати в належному стані церкви, хлібні магазини сільської громади, млини, греблі, мости і дороги. Деревина для цього безкоштовно виділялась з панських лісів. Крім того, чоловіки зобов'язувались нести нічну варту біля сільських господарських будов (1 чоловік від двору раз на місяць).

## Адміністративний устрій
Район адміністративно-територіально поділяється на 2 селищні ради та 22 сільські ради, які об'єднують 50 населених пунктів та підпорядковані Голованівській районній раді. Адміністративний центр — смт Голованівськ.

## Населення
Розподіл населення за віком та статтю (2001)
| Стать | Всього | До 15 років | 15-24 | 25-44 | 45-64 | 65-85 | Понад 85 |
| --- | ------ | ----------- | ----- | ----- | ----- | ----- | -------- |
| Чоловіки | 16 716 | 3174        | 1936  | 4778  | 4582  | 2164  | 82       |
| Жінки | 19 925 | 2959        | 1870  | 4906  | 5514  | 4286  | 390      |
| \| Статево-вікова піраміда \| Статево-вікова піраміда \| Статево-вікова піраміда \| \| ----------------------- \| ----------------------- \| ----------------------- \| \| Чоловіки \| Вік \| Жінки \| \| 82 \| 85 + \| 390 \| \| 112 \| 80-84 \| 495 \| \| 460 \| 75-79 \| 1206 \| \| 847 \| 70-74 \| 1523 \| \| 745 \| 65-69 \| 1062 \| \| 1504 \| 60-64 \| 1899 \| \| 802 \| 55-59 \| 1196 \| \| 1123 \| 50-54 \| 1223 \| \| 1153 \| 45-49 \| 1196 \| \| 1223 \| 40-44 \| 1270 \| \| 1205 \| 35-39 \| 1186 \| \| 1233 \| 30-34 \| 1214 \| \| 1117 \| 25-29 \| 1236 \| \| 999 \| 20-24 \| 1014 \| \| 937 \| 15-20 \| 856 \| \| 1331 \| 10-14 \| 1223 \| \| 1049 \| 5-9 \| 978 \| \| 794 \| 0-4 \| 758 \| |        |             |       |       |       |       |          |
| Статево-вікова піраміда |        |             |       |       |       |       |          |
| Чоловіки | Вік    | Жінки       |       |       |       |       |          |
| 82 | 85 +   | 390         |       |       |       |       |          |
| 112 | 80-84  | 495         |       |       |       |       |          |
| 460 | 75-79  | 1206        |       |       |       |       |          |
| 847 | 70-74  | 1523        |       |       |       |       |          |
| 745 | 65-69  | 1062        |       |       |       |       |          |
| 1504 | 60-64  | 1899        |       |       |       |       |          |
| 802 | 55-59  | 1196        |       |       |       |       |          |
| 1123 | 50-54  | 1223        |       |       |       |       |          |
| 1153 | 45-49  | 1196        |       |       |       |       |          |
| 1223 | 40-44  | 1270        |       |       |       |       |          |
| 1205 | 35-39  | 1186        |       |       |       |       |          |
| 1233 | 30-34  | 1214        |       |       |       |       |          |
| 1117 | 25-29  | 1236        |       |       |       |       |          |
| 999 | 20-24  | 1014        |       |       |       |       |          |
| 937 | 15-20  | 856         |       |       |       |       |          |
| 1331 | 10-14  | 1223        |       |       |       |       |          |
| 1049 | 5-9    | 978         |       |       |       |       |          |
| 794 | 0-4    | 758         |       |       |       |       |          |

За переписом 2001 року розподіл мешканців району за рідною мовою був наступним:
- українська — 95,64 %
- російська — 3,71 %
- молдовська — 0,36 %
- вірменська — 0,14 %
- білоруська — 0,06 %

Населення району станом на січень 2015 року налічувало 31 329 осіб, з них міського — 12 047, сільського — 19 282 осіб.

## Політика
25 травня 2014 року відбулися Президентські вибори України. У межах Голованівського району було створено 35 виборчих дільниць. Явка на виборах складала — 64,73 % (проголосували 15 262 із 23 579 виборців). Найбільшу кількість голосів отримав Петро Порошенко — 50,39 % (7 691 виборців); Юлія Тимошенко — 17,07 % (2 605 виборців), Олег Ляшко — 15,48 % (2 363 виборців), Анатолій Гриценко — 4,45 % (679 виборців). Решта кандидатів набрали меншу кількість голосів. Кількість недійсних або зіпсованих бюлетенів — 1,09 %.

## Природно-заповідний фонд

### Ботанічна пам'ятка природи
Дуб-велетень.

### Заповідні урочища
Лещівка, Крутеньке, Пушкове.

### Ландшафтні заказники
Там, де Ятрань круто в'ється, Голоче.

## Пам'ятки
- Пам'ятки архітектури Голованівського району
- Пам'ятки історії Голованівського району

## Особистості
- Рудик Станіслав Костянтинович — доктор ветеринарних наук, професор, заслужений працівник народної освіти України, академік Академії наук вищої освіти України.